# Polygala selloi
Polygala selloi är en jungfrulinsväxtart som först beskrevs av Spreng., och fick sitt nu gällande namn av L. Bernardi. Polygala selloi ingår i släktet jungfrulinssläktet, och familjen jungfrulinsväxter. Inga underarter finns listade i Catalogue of Life.